# Sân bay Karasburg
Sân bay Karasburg (IATA: KAS, ICAO: FYKB) là một sân bay ở Karasburg, Namibia.